# Třída Čchungnam
Třída Čchungnam je třída fregat námořnictva Korejské republiky. Jejich vývoj je součástí rozsáhlého modernizačního programu, v rámci kterého jsou stavěny čtyři postupně zdokonalované skupiny fregat FFX, které postupně nahrazují 37 desítky let sloužících fregat třídy Ulsan a korvet tříd Pchohang a Tonghe. První skupinu plavidel FFX představuje šest jednotek třídy Inčchon (FFX-I) a druhou osm jednotek třídy Tegu (FFX-II). Fregaty třídy Čchungnam (jinak též FFX-III) představují třetí skupinu šesti jednotek plavidel FFX, které mají vylepšené schopnosti v boji proti ponorkám a vzdušným cílům. Evoluci programu FFX má zakončit poslední skupina FFX-IV.

## Stavba
Kontrakt na stavbu vývoj fregat třídy Čchungnam získala v prosinci 2016 jihokorejská loděnice HD Hyundai Heavy Industries (HD HHI, dříve Hyundai Heavy Industries) v Ulsanu. Prototypové plavidlo má být dokončeno roku 2024. Celá požadovaná série šesti jednotek má být dodána do roku 2026. Kýl prototypové fregaty byl založen 25. dubna 2022 v loděnici HHI. Stavba dalších tří jednotek byla svěřena menší domácí loděnici SK oceanplant (dříve Samkang M&T) v okresní Kosong v provincii Jižní Kjongsang. Stavbu páté a šesté jednotky zajistí loděnice Hanwha Ocean v Okpo.
Jednotky třídy Čchungnam:
| Jméno               | Loděnice      | Založení kýlu  | Spuštěna        | Vstup do služby   | Status    |
| ------------------- | ------------- | -------------- | --------------- | ----------------- | --------- |
| Čchungnam (FFG-828) | HD HHI        | 25. dubna 2022 | 10. dubna 2023  | 24. prosince 2024 | aktivní   |
| Kjongpuk (FFG-829)  | SK oceanplant | 1. dubna 2024  | 20. června 2025 |                   | ve stavbě |
|                     | SK oceanplant |                |                 |                   | plánována |
|                     | SK oceanplant |                |                 |                   | plánována |
|                     | Hanwha Ocean  |                |                 | 2027 (plán)       | plánována |
|                     | Hanwha Ocean  |                |                 | 2028 (plán)       | plánována |

## Konstrukce
Oproti předcházející třídě Tegu má tato třída o 700 tun větší plný výtlak. Trup s posílenou konstrukcí je odolnější a má zdokonalenou hydrodynamiku. Mimo jiné je vybavena novým integrovaným stožárem obsahujícím integrovaný radarový systém vyvíjený společností Hanwha Systems, kombinující multifunkční radar se čtyřmi pevnými anténami kategorie AESA a čtyřmi optronickými senzory IRST. Dále nese početnější baterii vertikálních vypouštěcích sil K-VLS pro různé druhy řízených střel. Tím se výrazně zvýší schopnosti plavidel v boji se vzdušnými cíli. Nejprve to jsou řízené střely Häkung, přičemž později mají být integrovány rovněž vyvíjené střely dlouhého dosahu L-SAM, které plavidlům dají určité schopnosti i v protiraketové obraně.
Na přídi se nachází dělová věž se 127mm/62 kanónem KMK45 Mod 4 (licenční výrobek zbrojovky Mk 45 Mod 4). Za ní je umístěna baterie šestnácti vertikálních sil K-VLS, ze kterých jsou vypouštěny protiletadlové řízené střely Häkung a raketová torpéda Hong Sang Eo. Za komínem se nachází osm protilodních střel SSM-700K. K blízké obraně je sloužit 30mm kanónový komplet LIG Nex1 CIWS-II, umístěný na střeše hangáru (jiný pramen uvádí 20mm kanón systému Phalanx Block IB). Výzbroj doplňují dva trojhlavňové 324mm torpédomety. Na zádi je přistávací plocha a hangár pro jeden vrtulník. 
Pohonný systém je koncepce CODLOG. Tvoří jej plynová turbína Rolls-Royce MT30 o výkonu až 40 MW, čtyři diesely MTU 12V 4000 M53B a dvě elektromotory Leonardo DRS. Nejvyšší rychlost je 30 uzlů. Dosah je 8500 námořních mil při rychlosti 15 uzlů.